# Partido de General Pinto
Partido de General Pinto är en kommun i Argentina.   Den ligger i provinsen Buenos Aires, i den centrala delen av landet, 300 km väster om huvudstaden Buenos Aires. Antalet invånare är 11 129.
Trakten runt Partido de General Pinto består till största delen av jordbruksmark. Runt Partido de General Pinto är det mycket glesbefolkat, med 4 invånare per kvadratkilometer.